# Alassane Sidibe
Alassane Sidibe (ur. 9 czerwca 2002 w Abidżanie) – iworyjski piłkarz grający na pozycji pomocnika w polskim klubie Arka Gdynia.